# St. Peter und Paul (Neuwiller-lès-Saverne)

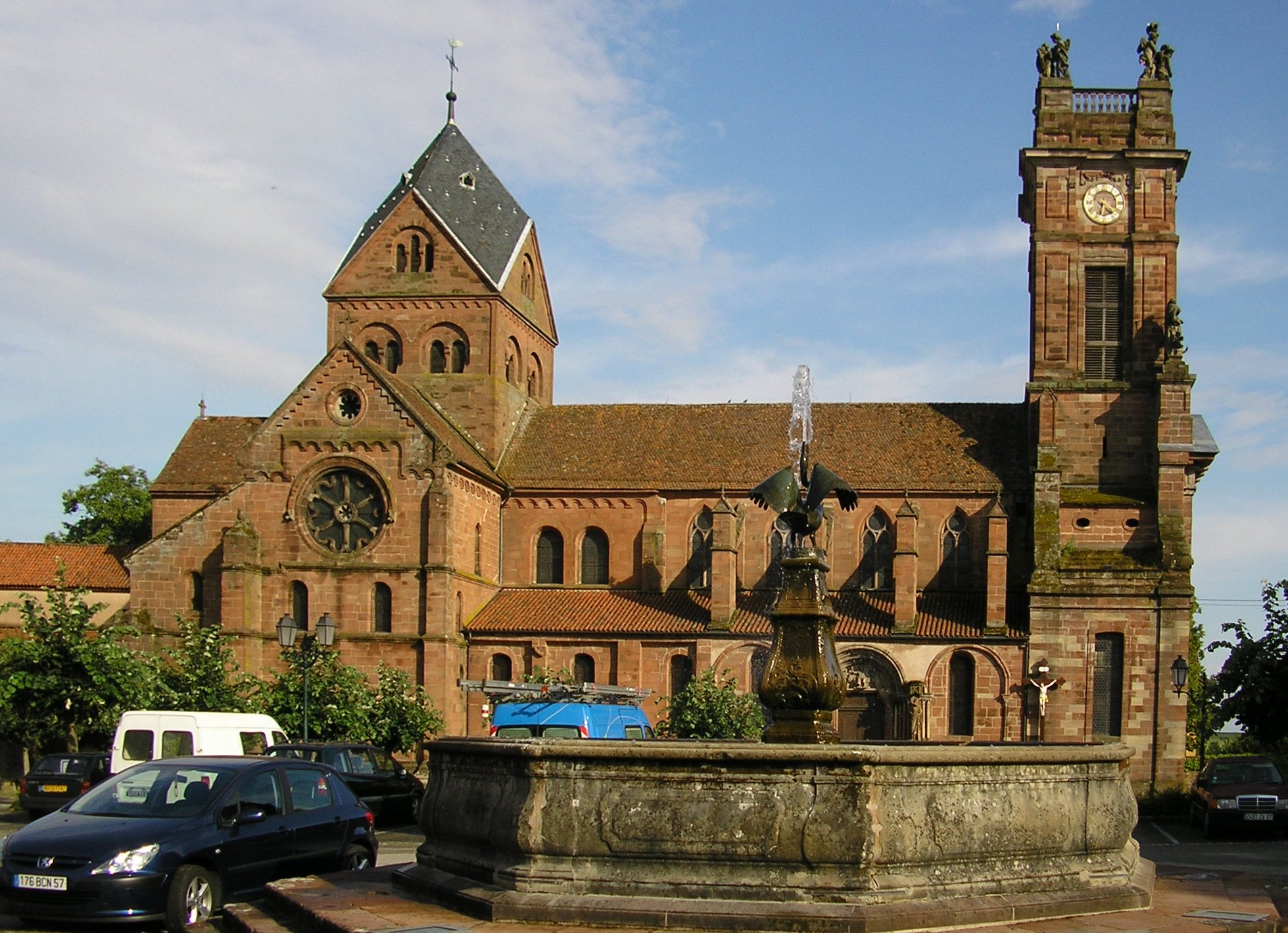
St. Peter und Paul

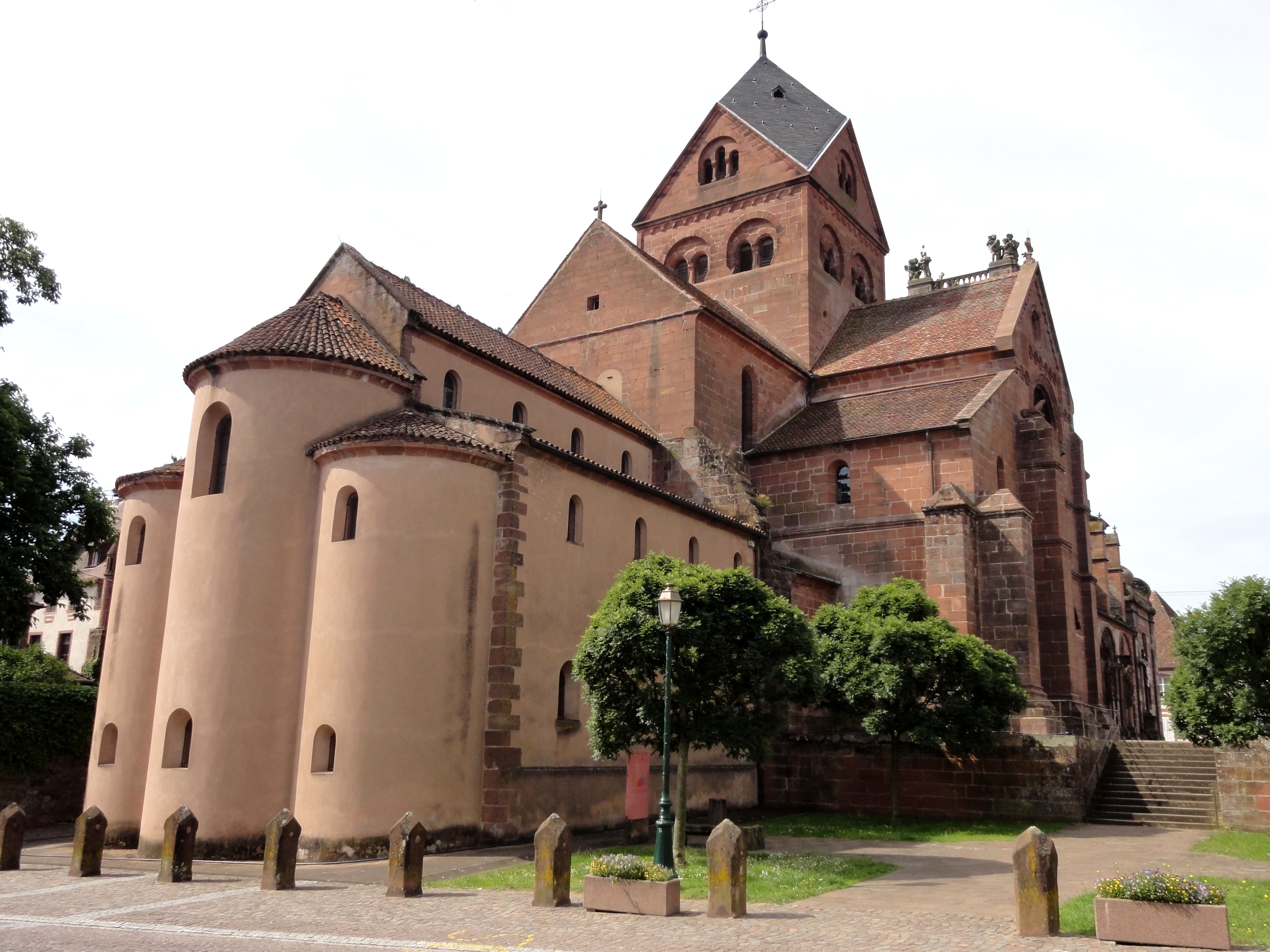
Blick auf die Rückseite des Chores mit den romanischen Kapellen

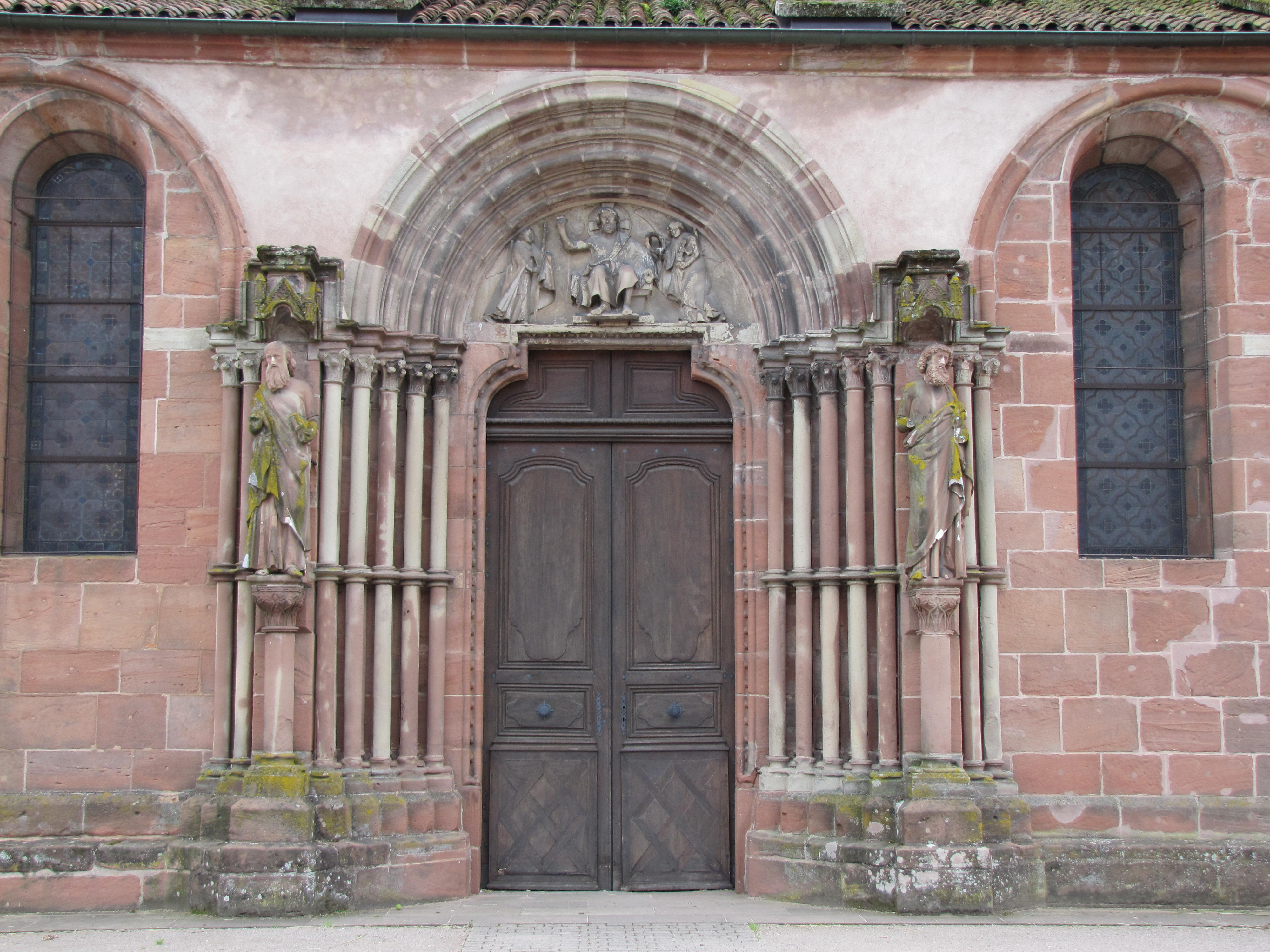
Totentor

St. Peter und Paul (französisch Saints-Pierre-et-Paul) ist die heutige römisch-katholische Pfarrkirche in Neuwiller-lès-Saverne in der französischen Region Grand Est. Sie entstand als Hauptkirche der Abtei Neuweiler und ist seit 1993 eingetragenes Monument historique.

## Geschichte
Die Kirche entstand im 12. und der ersten Hälfte des 13. Jahrhunderts in romanischem Stil. Nach einer Zerstörung des Klosters im Jahr 1177 durch ein Großfeuer begann der Konvent mit dem Neubau, wobei ältere Teile wiederverwendet wurden. So gehört zum ältesten Teil der Kirche die heutige Krypta, ein tonnengewölbter Raum unter dem Chor, der im 9. Jahrhundert als Confessio und wohl für die Gebeine des Heiligen Adelphus errichtet wurde. Zwischen 1180 und 1210 wuchs das Langhaus um zwei weitere Joche. Strebepfeiler auf den Seitenschiffen halten das erhöhte Mittelschiff. Um 1225 übernahm die Straßburger Münsterbauhütte weitere Arbeiten, die erst in der zweiten Hälfte des 13. Jahrhunderts abgeschlossen waren. Bis in das 18. Jahrhundert war ein Westturm vorhanden.
1759 wurde die Funktion der römisch-katholischen Pfarrkirche, als die bis dahin der Chor der real als Simultaneum geteilten St. Adelphus-Kirche gedient hatte, in die Stiftskirche verlagert.
Von 1768 bis 1773 schuf der Architekt François Pinot eine von einem breiten Turm überragte barocke / frühklassizistische Westfassade und erneuerte die Außenmauer des südlichen Seitenschiffs. Vorausgegangen war dem eine bauliche Umgestaltung der Umgebung der Kirche: Westlich und nordwestlich waren Stiftsherrenhäuser um einen großen Platz entstanden.
Die östlich der Kirche vorgelagerte romanische St. Stephan und St. Katharinen-Kapelle war in der Zeit der Französischen Revolution von der Kirche abgetrennt und privatisiert worden. Nachdem der Chef der französischen Denkmalverwaltung, Prosper Mérimée, 1848 das Bauwerk besichtigt hatte, veranlasste er, dass es seitens des Staats zurückgekauft wurde. Die gesamte Anlage wurde 1852 bis 1858 durch Émile Boeswillwald vom Service des monuments historique erstmals gründlich gesichert und saniert, wobei er auch frei ergänzte und Änderungen späterer Epochen auf „romanisch“ zurückrestaurierte. Von ihm stammt z. B. das Dach des Vierungsturms, das seit dem sehr an den Vierungsturm der Abtei Maria Laach erinnert.

## Bauwerk

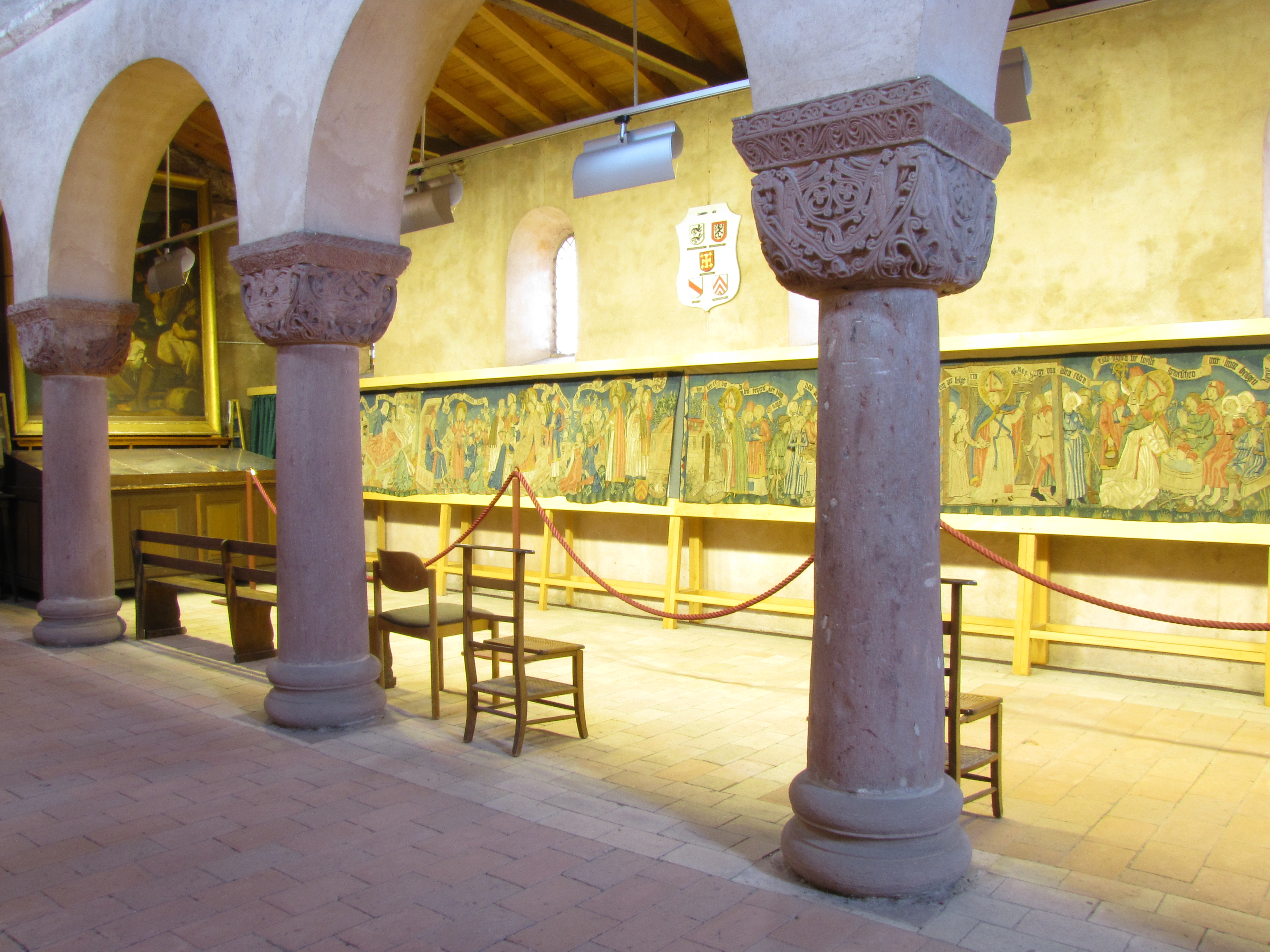
St. Stephans-Kapelle mit den ausgestellten Adelphus-Teppichen

Die Kirche ist eine dreischiffige Basilika mit kreuzförmigem Grundriss, einer dem Chor vorgesetzten doppelstöckigen Kapelle, einem im Grundriss quadratischen Vierungsturm und einer im Barock vorgesetzten Westfassade. Das aufgehende Mauerwerk der Hauptkirche wurde unter Verwendung älterer Bauteile im Chorbereich ab dem Ende der 12. Jahrhunderts errichtet.

### St. Stephan und St. Katharinen-Kapelle

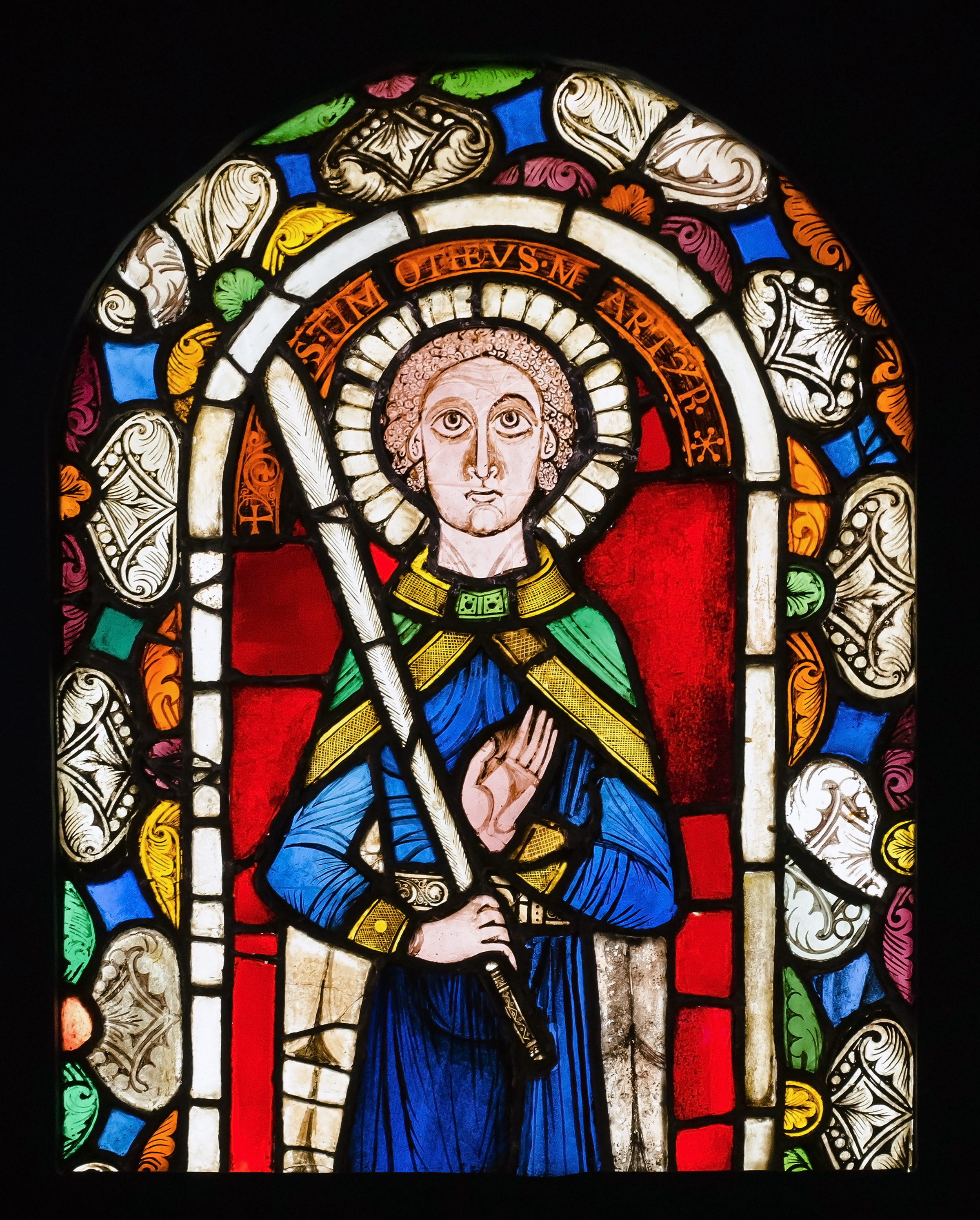
Timotheus-Scheibe in der St. Stephan und St. Katharinen-Kapelle

Dem Chor östlich vorgelagert ist eine zweistöckige romanische Kapelle mit drei Schiffen, drei parallelen, durch je ein Mittelfenster belichteten Apsiden und vier seitlichen Fensterachsen:
- Die untere Kapelle wird  Katharinen-Kapelle genannt. Diese heute eingebürgerte Bezeichnung, beruht allerdings auf einer Verwechslung aus dem 19. Jahrhundert. Das ursprüngliche Patrozinium ist unbekannt.[7] Die Kapelle ist mit 3×4 Kreuzgratgewölben eingewölbt. Säulen mit Würfelkapitellen gliedern den Raum. In der Mitte befindet sich ein Loch, das als Brunnen diente: Das Grundwasser steht nur 90 cm unter der Fußbodenfläche an.[8] Die Kapelle ist über zwei tonnengewölbte Gänge, die im Westen in den beiden äußeren Schiffe die Kapelle verlassen, mit der Kirche verbunden.
- Die obere Kapelle ist dem Heiligen Sebastian geweiht. Es ist eine Basilika mit erhöhtem Mittelschiff und Fenstern in dessen überhöhten Seitenwänden. Auch hier gliedern Säulen mit Würfelkapitellen den Raum. Deren Schilde sind reich mit Tier- und Pflanzendarstellungen verziert. Dieser Raum weist heute flache Decken auf und war ursprünglich zum Dachgebälk hin offen. Eine Original-Glasscheibe aus der Erbauungszeit, die Timotheus-Scheibe, die Timotheus, einen Mitarbeiter von Paulus, darstellt, konnte im Vorfeld der Großrestaurierung 1847 geborgen werden und befindet sich heute im Musée national du Moyen Âge (Musée de Cluny). Vor Ort wurde sie durch eine Kopie ersetzt.[9] In die Sebastian-Kapelle führt eine Treppe, die im Chor der Kirche hinter dem Hochaltar beginnt.

Nach stilistischen Merkmalen wird die Kapelle in die salische Zeit, um 1050, datiert.

### Chor

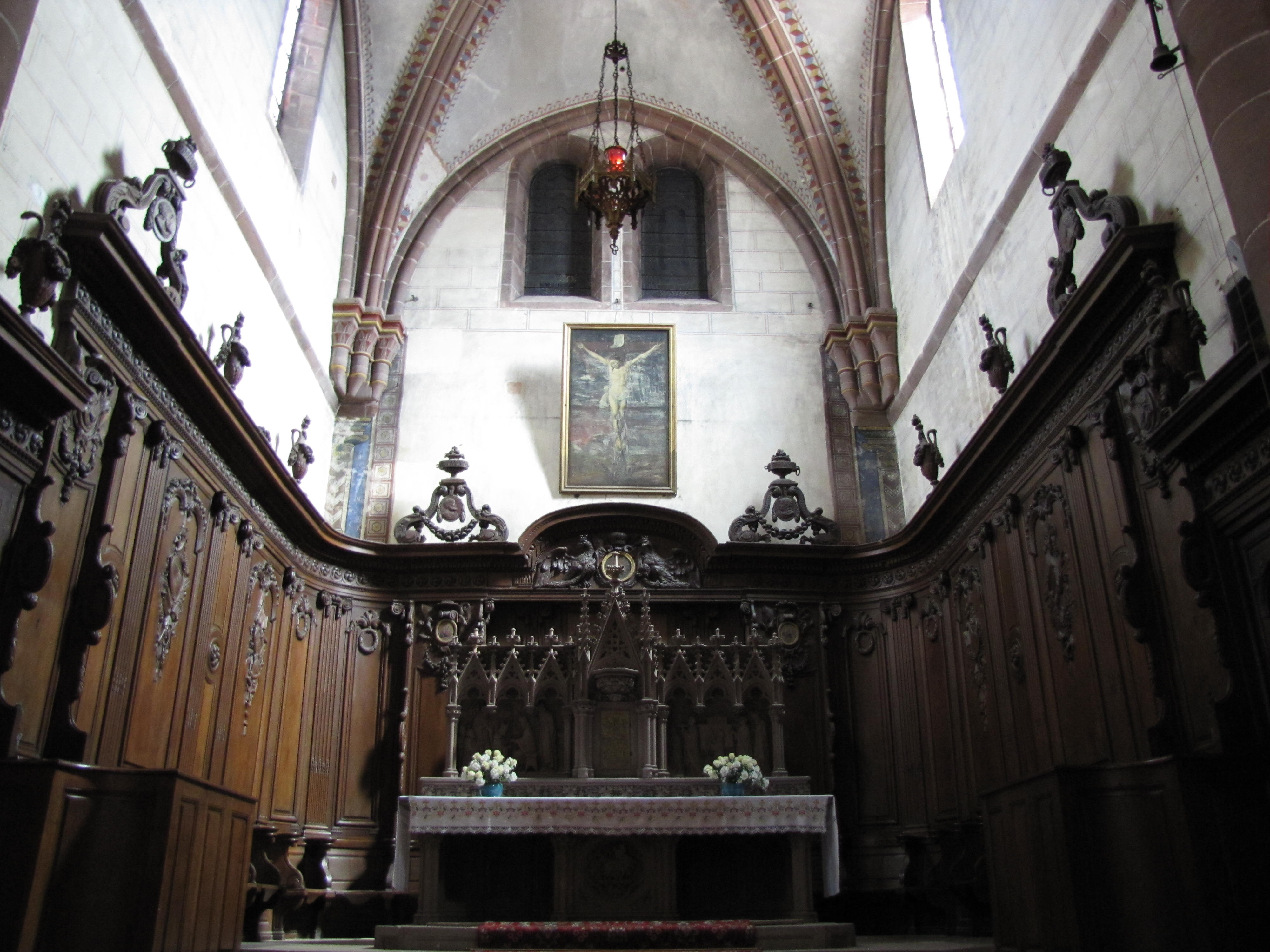
Chor der Kirche

Der Chor der Abteikirche hat einen geraden Chorschluss dessen Fundamente teilweise noch von einem Vorgängerbau des 8. Jahrhunderts stammen. Er hat denselben quadratischen Grundriss und die gleiche Größe, wie ihn auch die drei Joche des Querhauses aufweisen. Dieser wurde in seiner Größe im Wesentlichen von der darunter liegenden, älteren, tonnengewölbten Confessio bestimmt. Sie stammt aus dem 9. Jahrhundert und wurde wahrscheinlich errichtet, als die Überführung der Reliquien des Heiligen Adelphus anstand. Diese Confessio ist heute über je eine Treppe mit der St. Stefan-Kapelle und dem Querhaus verbunden. Diese Treppen wurden erst 1860 eingebaut. Der Raum hat seitlich je ein Fenster zu den beiden Verbindungsgängen zwischen St. Katharinen-Kapelle und Kirche. So war ein Umgang um die Confessio und ein Blick der Pilger auf die dort aufbewahrten Reliquien möglich.

### Querhaus
Das Querhaus entstand zusammen mit dem Chor und dem ersten Langhausjoch in der gleichen Bauphase, unmittelbar nach dem Brand von 1177. Dem Querhaus vorgelagert ist auf jeder Seite ein ebenfalls im Grundriss quadratischer Seitenchor. Über dem Querhaus erhebt sich der Vierungsturm mit gekuppelten Fenstern und Bogenfries. Er wurde im 19. Jahrhundert verändert. Der rheinische Aufsatz mit Giebeln und Rhombenhelm entstand bei der Restaurierung durch Émile Boeswillwald. Der ehemals gotische Turmaufsatz war schon im 18. Jahrhundert durch ein Glockendach mit Laternenkrönung ersetzt worden.

### Langhaus

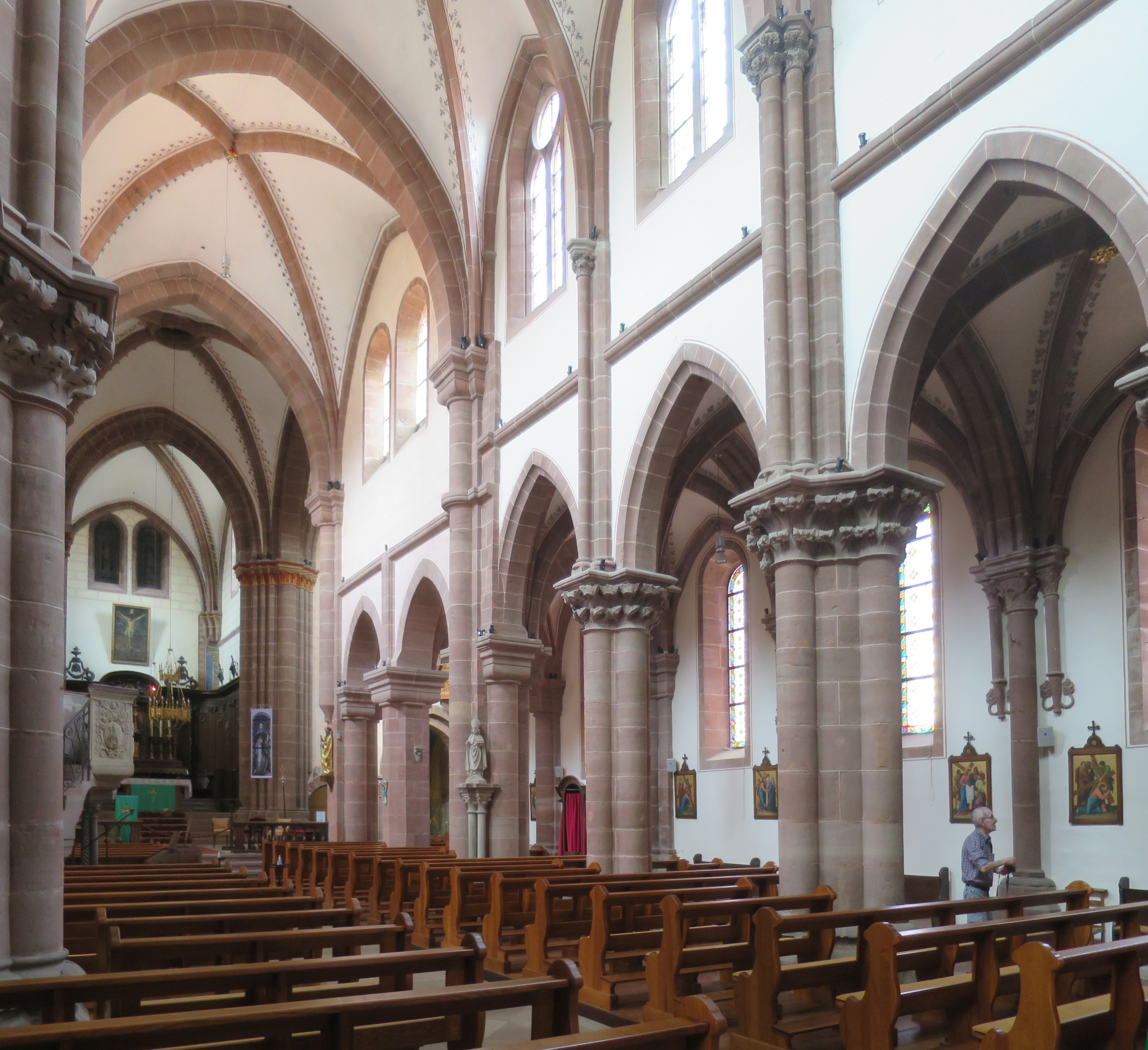
Mittelschiff

Die Wände des Mittelschiffs werden von betonten Strebebögen gehalten. Vom Langhaus wurde zunächst nur ein Doppeljoch errichtet. Die Baunaht zum späteren Weiterbau ist deutlich zu erkennen, z. B. an den beiden Rundbogenfenstern. Der Bau des Langhauses zog sich über mehrere Bauabschnitte und lange Zeit hin, so dass hier zuletzt auch Stilelemente der Gotik zum Einsatz kamen. Dazu zählen zu Blattbündeln aufgelöste Kapitelle und Dienste, die in extrem verspielten Formen ausgeführt sind. Es war wohl geplant – was an den westlichen Pfeilern des Langhauses zu erkennen ist – mindestens ein weiteres Joch anzufügen, was dann allerdings nicht mehr ausgeführt wurde.
Dem nördlichen Seitenschiff wurden außen im westlichen Abschnitt (noch romanische) Arkaden mit schlanken Säulen vorgeblendet. Sie rahmen auf der Nordseite das „Totentor“ aus dem 13. Jahrhundert mit zweireihiger Säulenstellung und haben rein dekorative Funktion. Das Tor führte ursprünglich auf den Friedhof. Im Bogenfeld wird der Weltenrichter zwischen Engeln dargestellt. An den Pfeilern beiderseits des Gewändes stehen Statuen von Petrus und Paulus unter Baldachinen. Auf der Nordseite führt ein weiteres Portal aus dem 12. Jahrhundert in das Querhaus der Kirche. Auch dieses ist reich dekoriert. Es war der Eingang für die Laien in die Kirche. Im Tympanon ist der segnende Christus zwischen einem Abt und einem knienden Mönch dargestellt. Die Gruppe wird von zwei Engeln flankiert. Diese Darstellung war Jahrhunderte hinter einer Steinplatte verborgen und wurde erst bei Restaurierungsarbeiten 1884 wiederentdeckt. Darüber befindet sich eine Fensterrose.

### Westteil

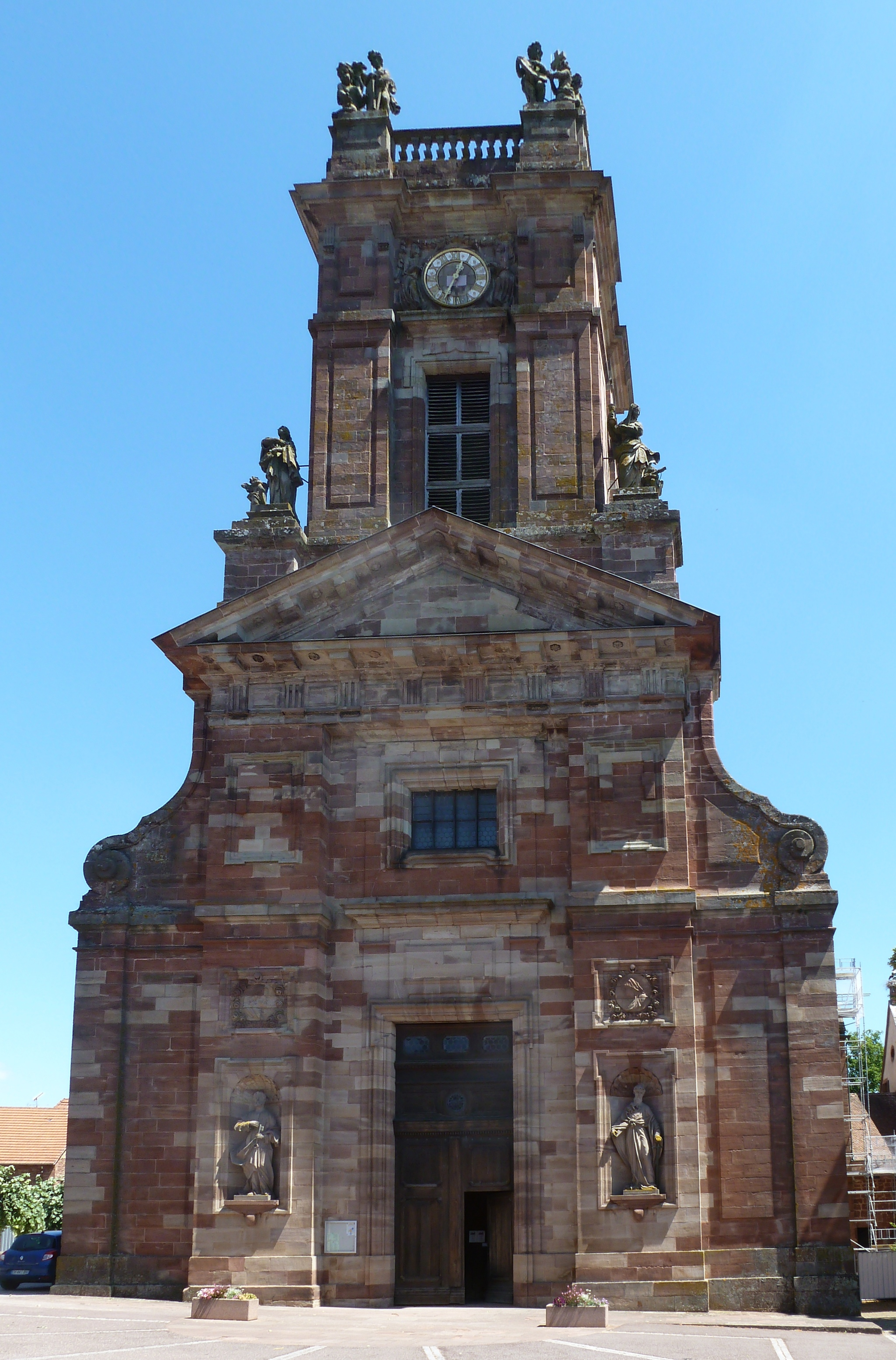
Die klassizistische Fassade des Portals

Die ursprüngliche Westfassade wurde im 18. Jahrhundert abgetragen. Wie sie aussah, ist nicht bekannt. Vermutet wird eine Doppelturmfassade.
Dem Langhaus nach Westen vorgestellt ist heute ein mächtiges barockes / frühklassizistisches Portal, das mittig von einem Glockenturm mit quadratischem Grundriss bekrönt und von einer hohen Balustrade mit Putti auf den Eckpfeilern abgeschlossen wird. Dem Turm vorgelagert ist eine mächtige Blendfassade, die als Ädikula ausgeführt ist. Der Mittelteil wird von einem typischen Dreiecksgiebel bekrönt, der von breiten Pilastern getragen wird. Außen verschlanken im oberen Teil Voluten das Bauwerk. In den Pilastern stehen in Nischen wieder die beiden Heiligen Peter und Paul, darüber befinden sich Kartuschen. Im Zentrum liegt das mächtige Portal, das von profilierten Laibungen umrahmt und von einem querrechteckigen Tympanon mit Verdachung und darüber von einem einfachen querrechteckigen Fenster überkrönt wird.
Ursprünglich war der Turm noch 19 m höher. Er trug eine doppelte Kuppel mit einer dazwischen eingebauten Laterne. 1811 wurde dieser Aufbau wegen Baufälligkeit abgetragen und durch ein viel preiswerteres Flachdach ersetzt.

## Ausstattung

### Hochaltar
Der neugotische Hochaltar wurde 1884 von Klem in Colmar geschaffen.

### Taufstein
Der romanische Taufstein in zylindrischer Ausführung stammt aus der Zeit um 1200, ist mit auffälligen Blendbögen und am Sockel mit drei Figuren verziert.

### Adelphigrab
Das Grabmal steht heute am Westende des Süschiffs. Es stammt aus dem Chor der Adelphikirche in Neuwiller-lès-Saverne, der 1822 abgebrochen wurde. Zuvor war es in die St. Peter und Paul-Kirche geborgen worden. Es wurde Ende des 13. Jahrhunderts geschaffen. Der säulengetragene Schrein ist reich mit Wimpergen verziert. In den Zwickeln sind Tierszenen dargestellt. Darunter steht eine Holztruhe mit den Reliquien des Heiligen.

### Heiliges Grab

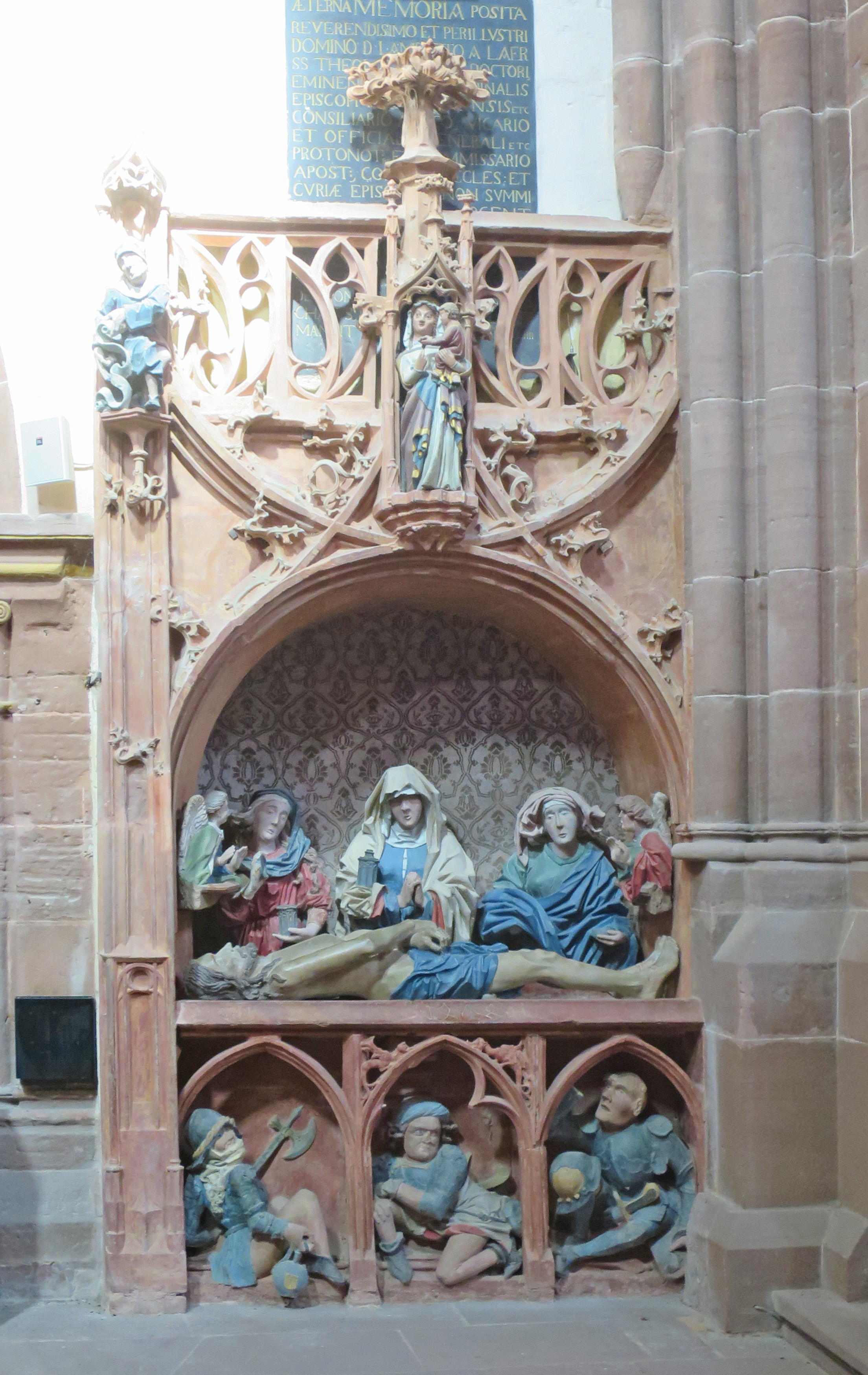
Heiliges Grab

Das Heilige Grab stammt ebenfalls aus der Adelphikirche, wo es 1478 aufgestellt wurde. Nach St. Peter und Paul wurde es 1822 versetzt. Der architektonische Aufbau dieses spätgotischen Werks wurde bei der Translozierung in die Abteikirche St. Peter und Paul beschädigt: Heute fehlt der rechte Pfeiler und die zugehörige Prophetenfigur. Das Grab ist mit Figuren reich verziert und stellt eine Beweinung Christi dar. Im Zentrum liegt der Leichnam Christi, dahinter stehen Maria Magdalena, Maria, die Mutter Jesu, und Maria Kleophae oder Salome. Im Sockel kauern in spitzbogigen Nischen Wächter. Die Arbeit ist mit dem Monogramm eines Meisters „VS“ gekennzeichnet, der der Werkstatt des Niclas Gerhaert van Leyden in Straßburg zuzuordnen ist.

### Kanzel
Die Kanzel aus Stein stammt von 1683. Sie wurde unter Propst de Lair errichtet. Der ornamentierte Korpus mit Reliefs steht auf einer romanischen Bündelsäule.

### Chorgestühl
Chorgestühl mit Wandvertäfelung stammen aus der Abtei Sturzelbronn, wurden im letzten Viertel des 18. Jahrhunderts geschaffen und im ersten Viertel des 19. Jahrhunderts in St. Peter und Paul eingebaut.

### Wandteppiche
Zum Besitz der Kirche gehören die Adelphus-Teppiche, die heute in der Sebastianskapelle ausgestellt sind. Die vier langrechteckigen Teppiche zeigen in 20 Bildern zum einen das Leben des Heiligen Adelphus, zum anderen seine Heiligsprechung, seine Überführung nach Neuweiler und die von ihm gewirkten Wunder. Sie entstanden im Auftrag von Ludwig V. von Lichtenberg und seiner Frau, Elisabeth von Hohenlohe-Weikersheim. Ursprünglich dienten sie als Dorsale.

### Orgel
Das Orgelprospekt stammt aus der Zeit von 1772 bis 1777 und stammt mit fünf großen Türmen und dreitürigem Positiv wohl von Jean-Étienne Malade. Im Prospekt hängt ein Uhrglöckchen von 1327. Die Orgel erbaute Nicolas Dupont aus Nancy 1778.